# Casinaria tenuiceps
Casinaria tenuiceps là một loài tò vò trong họ Ichneumonidae.